# سوليداد كازورلا
سوليداد كازورلا بريتو (بالإسبانية: Soledad Cazorla Prieto)‏ (19 شباط\فبراير 1955 - 4 أيار\مايو 2015)، محامية إسبانية وأول سيدة تعمل مدعي عام في قضايا العنف ضد المرأة في إسبانيا. أدارت شبكة من المختصين الماليين الذين يعملون في هذا المجال في إسبانيا بعد وضع قانون عام 2004 ضد العنف ضد المرأة. شغلت هذا المنصب لمدة عشر سنوات منذ 2005 حتى وفاتها عام 2015. تُعرف أيضاً بوصفها مدافعة عن المساواة وقد ارتبطت حياتها المهنية بتطوير هذا القانون بشكلٍ وثيق.

## سيرتها الذاتية
ولدت سوليداد في العرائش التي كانت ضمن الحماية الإسبانية على المغرب عام 1955، حيث كانت عائلتها قد هاجرت إلى المنطقة نهايات القرن التاسع عشر. كان والدها ضابطاً عسكرياً، أما أخوها الأكبر لويس ماريا كازورلا فكان محامياً أيضاً. بدأت العمل عام 1981 في جرندة. انتقلت عام 1984 إلى بلد الوليد. عام 1985، انضمت إلى Audiencia Territorial de Madrid تلى ذلك عملها في شركة عامة عام 1993، بعد ذلك Secretaría Técnica.
في أيلول (سبتمبر) 1996، تم تعيينها مدعي عام للمحكمة العليا، حيث حصلت من بين مسؤولياتها الأخرى على لائحة اتهام عام ضد ماريو كوندي في قضية بانيستو.
عام 2005، رفعت للنائب العام في قسم مكافحة العنف ضد المرأة مقترحاً كانت قد تقدمت به للسكرتارية المالية للدولة وفي تشرين الأول (أكتوبر) 2010، أعيد تعيينها. شكّل القسم جزءاً من مرصد مناهضة العنف بين الجنسين.
شاركت سوليداد في الاجتماعات الدولية حول الدفاع عن حقوق المرأة في كل من فرنسا والمملكة المتحدة وبوليفيا وجمهورية الدومينيكان والمغرب والإكوادور والصين والنيجر كمحكّمة وطنية، وتعاونت في منشورات ومقالات عن أمور مختلفة حول قوانين العقوبات.
كمدافعة عن المساواة، وفي طل التزام شخصي منها واهتمامها المهني في مكافحة العنف ضد المرأة، ارتبطت حياتها المهنية بتطوير قوانين إسبانيا، خاصة ما يتعلق منها بحماية الأطفال الذين يعيشون حياة صعبة جرّاء تعرّض أمهاتهم للعنف.
تزوجت سوليداد من الصحفي جواكين تاغار ولها 3 أبناء. توفيت في مدريد بسبب سكتة دماغية في 4 أيار (مايو) 2015.

## تكريمات

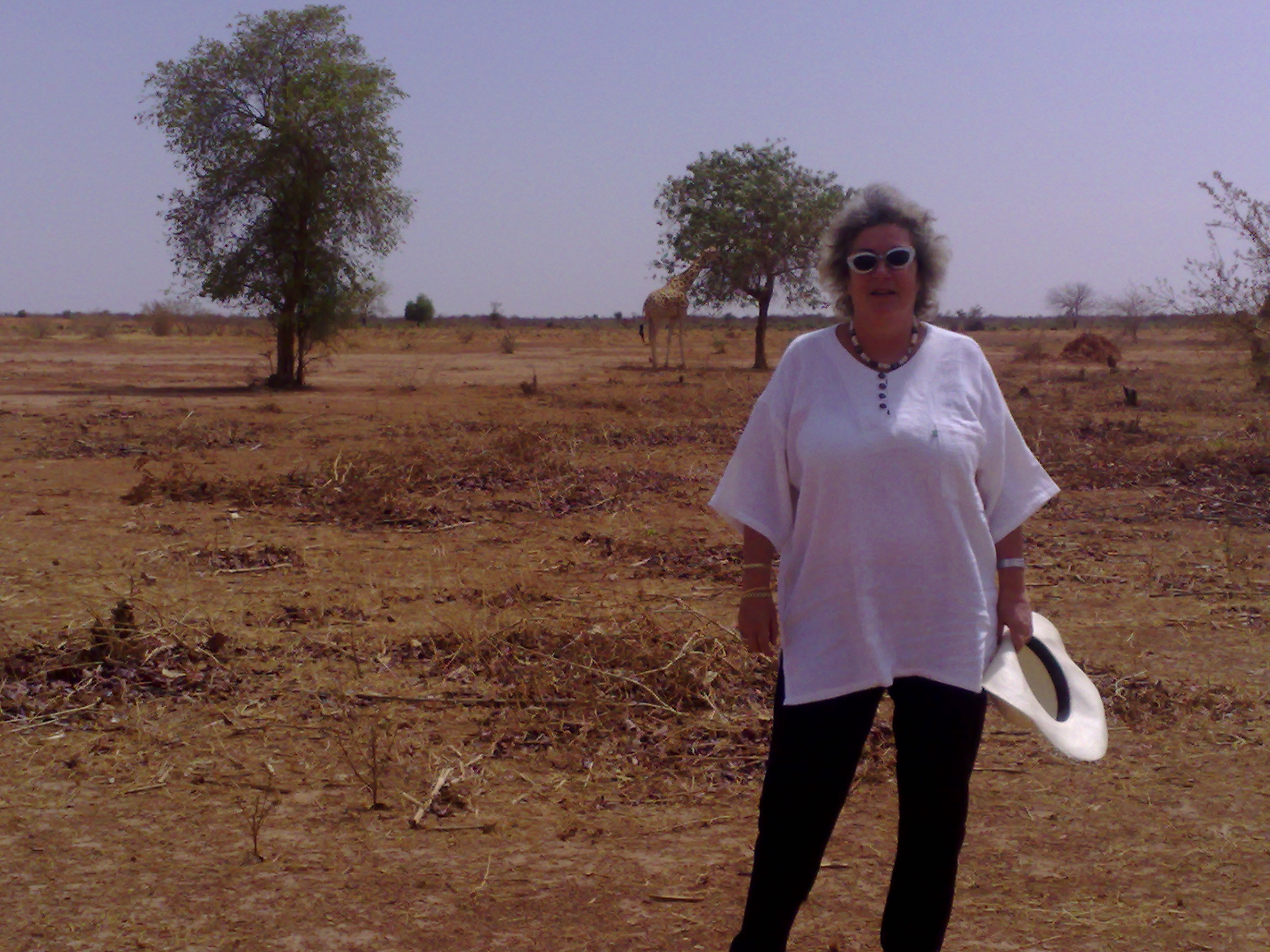
صورة أخذت خلال رحلة إلى النيجر عام 2008، للاحتفال بالملتقى الثالث للنساء الأفريقيات والإسبانيات.

- 2014: ميدالية الشرف من كلية الحقوق في مدريد.[10]
- تشرين الثاني (نوفمبر) 2008: تقديراً لعملها في مكافحة العنف ضد المرأة، كرّمتها وزارة المساواة في إسبانيا.
- تشرين الأول (أكتوبر) 2015: افتتاح النسخة الثالثة من مؤتمر القمة للحقوقيات
- شباط (فبراير) 2016: خصصت الطبعة الحادية عشرة من جوائز الرصد ضد العنف المنزلي والمساواة بين الجنسين عام 2016 للاعتراف بأعمالها.[11]
- شباط (فبراير) 2016: أنشئ صندوق للمنح الدراسية للتنمية الشخصية والدعم التربوي وتحسين حياة الفتيات والفتيان الذين فقدوا أمهاتهم بسبب العنف بين الجنسين.[12]